# نادي الصحة والبيئة
نادي الصحة والبيئة الرياضي هو فريق كرة قدم عراقي مقره في بغداد، يلعب في الدوري العراقي الدرجة الثالثة.

## روابط خارجية
- نادي الصحة والبيعة على موقع Goalzz.com
- أندية العراق - تواريخ التأسيس